# Varistor

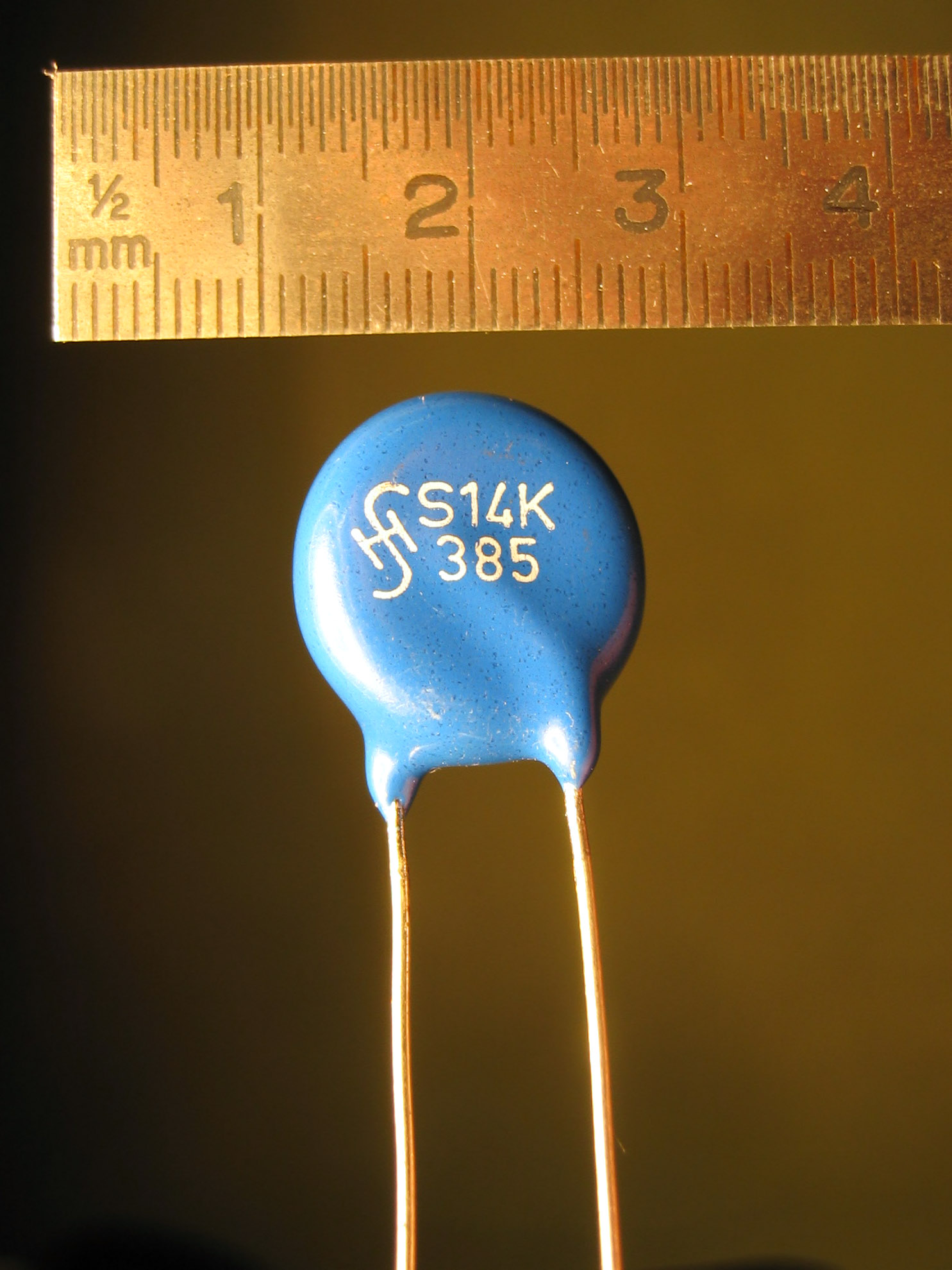
Varistor de Óxido de Metal para 385 Volts

Um varistor ou VDR (do inglês Voltage Dependent Resistor) é um componente eletrônico cujo valor de resistência elétrica é inversamente proporcional ao valor da tensão aplicada aos seus terminais. Isto é, a medida que a diferença de potencial sobre o varistor aumenta, sua resistência diminui.
Os VDRs são geralmente utilizados como elemento de proteção contra transientes de tensão em circuitos, tal como em filtros de linha. Montados em paralelo com o circuito que se deseja proteger, impedem que surtos de pequena duração os atinjam, por apresentarem uma característica de "limitador de tensão". No caso de picos de tensão de maior duração, a alta corrente que circula pelo componente faz com que o dispositivo de proteção, disjuntor ou fusível, desarme, desconectando o circuito da fonte de alimentação. O VDR protege o equipamento a jusante desviando a sobretensão, ou sobrecorrente, para o terra, pois comporta-se como um curto-circuito submetido a altas tensões.

## Histórico

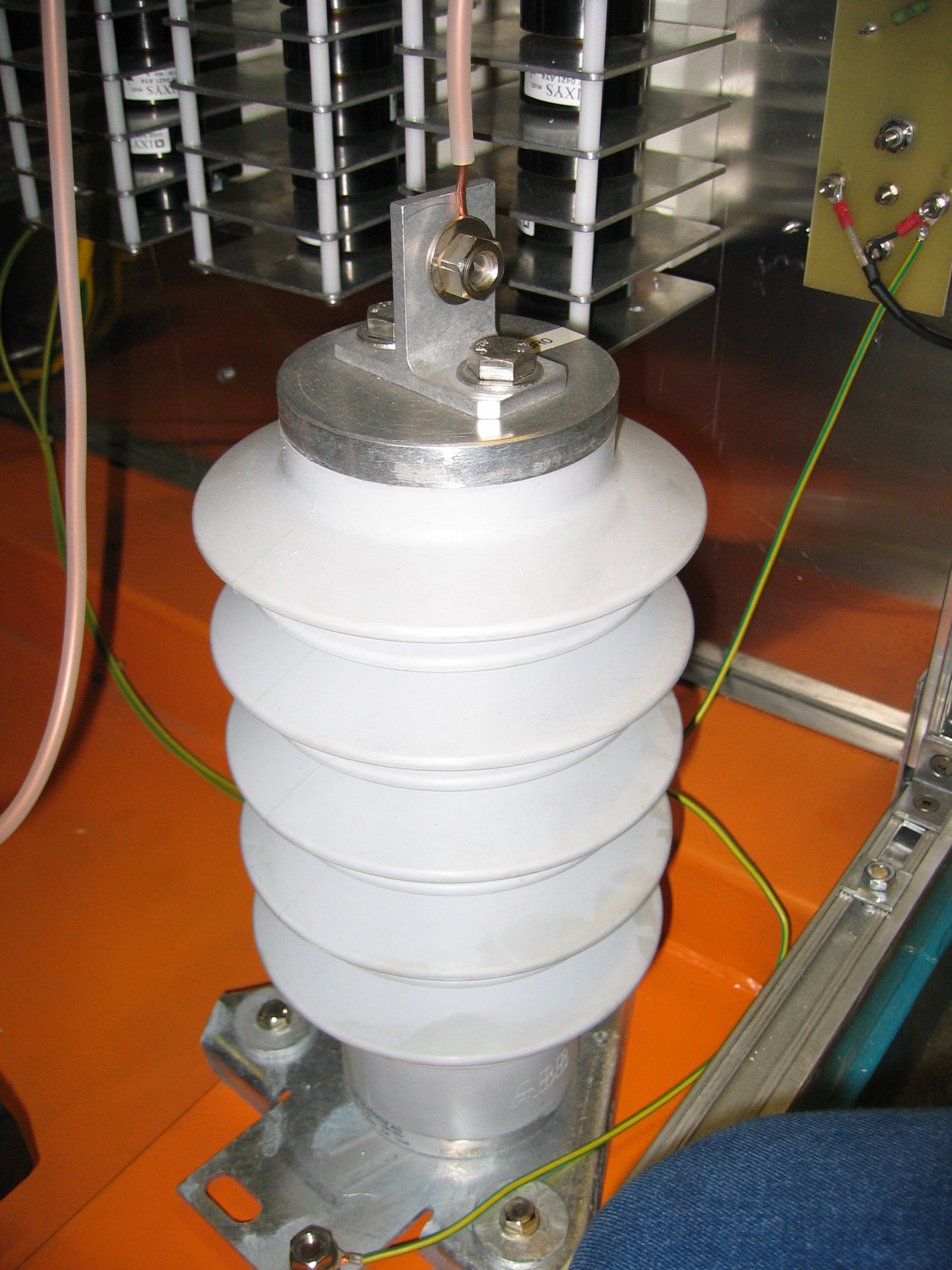
Varistor de alta tensão

A primeira publicação sobre materiais varistores data de 1957, quando Kh. S. Valee e M. D. Mashkovich descobriram que o sistema binário ZnO-TiO2 possuía propriedades não ôhmicas. Outros estudos em sistemas binários ZnO-Bi2O3 e ZnO-Al2O3 realizados por M.S. Kosman e colaboradores (1961) e S. Ivamov e colaboradores (1963) respectivamente, também mostraram que esses sistemas poderiam ser utilizados como varístores.
Em 1971, Matsuoka e colaboradores, fizeram varístores cerâmicos multicomponentes com propriedades muito melhores que aquelas obtidas para sistemas binários. A não linearidade nas características corrente-tensão para esse sistema foi de a=50. Um típico sistema com essas propriedades é 97%ZnO-1%Sb2O3-0,5%MnO-0,5%CoO-0,5%Cr2O3, sendo essas porcentagens molares.
Atualmente, uma ampla variedade de composições são utilizadas para a obtenção de varistores. Os varistores comercialmente mais usados ainda são a base de óxido de zinco (ZnO), mas varistores de dióxido de estanho (SnO2) e dióxido de titânio (TiO2) possuem um grande potencial tecnológico que ainda não foi utilizado. É exatamente esse o objetivo das pesquisas que estão sendo realizadas no CMDMC-LIEC, que visam otimizar as propriedades dos varistores a base de SnO2, para utilização em altas tensões, a base de (Sn,Ti)O2 e TiO2 para utilização em baixas tensões, para que esses dispositivos possam em um futuro bem próximo substituir os varistores a base de ZnO.

## Modelo

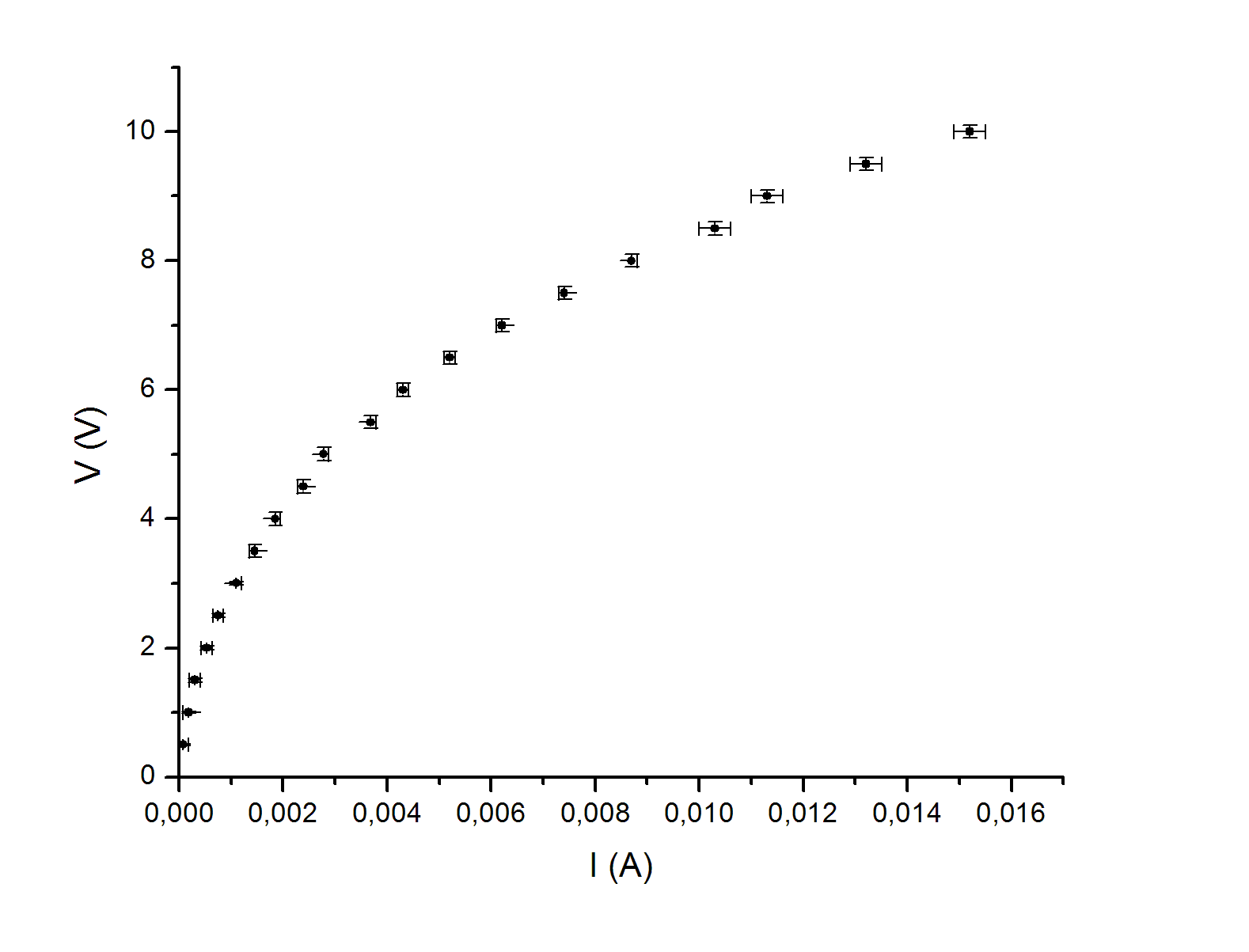
Curva da tensão vs. corrente de um varistor obtida experimentalmente.

A relação tensão-corrente de um varistor pode ser dada aproximadamente pela seguinte equação empírica:
{\displaystyle V=CI^{\beta }\!\ }
onde
V é a tensão aplicada nos terminais do varistor,
I é a corrente que circula pelo componente,
C (resistência não-ôhmica) e {\displaystyle \beta } (coeficiente de não-linearidade) são constantes características do componente.
Dessa relação, nota-se que quanto maior o valor de {\displaystyle \beta }, maior será a sua sensibilidade a variação de tensão.

## Aplicações
Umas das aplicações mais encontradas atualmente é a utilização dos varistores em equipamentos de proteção indireta contra surtos (picos) de tensão da rede elétrica. Um exemplo desses equipamentos é o filtro de linha, que quando é autêntico possui varistores com o objetivo de "ceifar" a sobretensão que chega da rede.
Esse "ceifamento" se deve a característica do varistor de diminuir a sua própria resistência interna com o aumento da tensão aplicada aos seus terminais. Assim o varistor tem um certo potencial de condutividade, ou seja, é capaz de deixar passar tensões de até um certo limite (300 Volts por exemplo). A tensão excedente do "ceifamento" é convertida em energia térmica.
O varistor possui também um limite de conversão de energia elétrica em térmica, normalmente medido em Watts (W). Uma vez excedido esse limite, ou seja, por algum motivo a sobretensão exceda um certo valor causando uma diminuição da resistência e corrente, o que, consequentemente causará a queima do varistor.
Para evitar a queima do varistor por exposição a uma sobretensão acima do tempo suportável, são utilizados fusíveis de proteção, os quais interrompem o circuito (queimam) antes que ocorram danos àquele componente.

## Observações e cuidados na aplicação dos varistores
Em dispositivos de proteção contra surtos, apenas a presença de varistores (MOV-) não é suficiente para uma completa proteção contra os distúrbios no fornecimento de energia elétrica, tais como picos de corrente.
O varistor, e outros tipos de supressores, não provêem proteção para os equipamentos quando as sobretensões são mantidas por um período longo. A energia térmica convertida pode não ser satisfatoriamente esgotada do equipamento ou grande demais até para o próprio varistor. Nesses casos há risco de início de fogo e/ou queima do componente. Bons protetores ou filtros de linha possuem componentes que medem o calor emitido pelo varistor e cortam a energia, para prevenir sobreaquecimento.
Os filtros de linha nacionais (brasileiros), em geral, ainda não possuem proteção térmica, o que os limita a varistores de pequena capacidade, por questões de segurança. Filtros importados possuem tanto proteção térmica quanto varistores de maior capacidade, os quais suportam maior fluxo de energia.